# A. J. Khan
Pour les articles homonymes, voir Khan.
Anju McIntyre, dite A. J. Khan, est une actrice américaine née le 18 juin 1977 à New Delhi en Inde, d'un père irlandais et d'une mère indienne.

## Biographie
A. J. Khan est spécialisée dans le cinéma fantastique et le cinéma érotique.
Elle a participé à l'émission de téléréalité My Antonio (en) en 2009.

## Filmographie
- 2000 : Erotic Witch Project 2: Book of Seduction : docteur A.J. Khan
- 2000 : Sorority Sadists
- 2000 : Mistress Frankenstein
- 2000 : Daughters of Darkness
- 2001 : Gladiator Eroticvs : la lesbienne gladiateur à la lance
- 2002 : Flesh for Olivia
- 2002 : The Erotic Mirror
- 2002 : Vampire Obsession
- 2003 : Sexy American Idle : Ice
- 2003 : That 70's Girl : Mandy
- 2003 : The Lord of the G-Strings : Spam
- 2003 : A Good Night to Die : la stripteaseuse
- 2003 : Vampire Vixens : Diane Shelton
- 2003 : Sexy Sluts: Been There, Done That
- 2003 : Screaming Dead
- 2004 : Suburban Secrets : Louise
- 2004 : Nasty Art 1: Sexual Strokes
- 2004 : Kinky Casting Couch : la directrice
- 2004 : Vampiyaz : Vampyros
- 2004 : Sexy Adventures of Van Helsing : Philomenia
- 2004 : The Erotic Diary of Misty Mundae : la déesse de l'amour
- 2005 : Lust in Space: The Erotic Witch Project IV
- 2005 : New York Wildcats
- 2005 : The Girl Who Shagged Me
- 2005 : Hotties
- 2005 : Shock-O-Rama
- 2006 : The Gold Bracelet
- 2006 : SSI: Sex Squad Investigation : officier Katrina Lightbody
- 2006 : Kinky Kong : Brunhilda Patel
- 2006 : Bacterium
- 2007 : Sex Hex : Chelsea
- 2007 : Darian Caine Exposed : A.J.
- 2008 : Cloak & Shag Her : la nurse
- 2008 : Superbadazz : Agnes
- 2008 : Sex Chronicles (série télévisée) : Diedre
- 2008 : Naughty Novelist : A.J.
- 2009 : Muckman
- 2009 : Blood Line : Janet Love
- 2010 : Living Will… : BTB
- 2011 : Life on Top (série télévisée) : Ani
- 2011 : Hot Naked Sex & the City (téléfilm)
- 2012 : No Strings 2: Playtime in Hell : détective Phillips
- 2014 : Beaster Day: Here Comes Peter Cottonhell
- 2014 : The Devil's Show
- 2015 : Whats Up Girl! (mini-série)